# Eunice schizobranchia
Eunice schizobranchia är en ringmaskart som beskrevs av Jean Louis René Antoine Édouard Claparède 1870. Eunice schizobranchia ingår i släktet Eunice och familjen Eunicidae. Inga underarter finns listade i Catalogue of Life.